# 红顶乡
红顶乡，是中华人民共和国四川省甘孜藏族自治州道孚县曾经下辖的一个乡。
2020年6月17日，四川省人民政府批复同意撤销红顶乡，将原红顶乡红顶村、地入村划归亚卓镇，俄古村、向秋村划归仲尼镇。

## 行政区划
2020年撤销前，红顶乡撤销前下辖以下地区：
红顶村、向秋村、俄估村和地入村。